# Parc municipal Fondo d'en Peixo
Parc municipal Fondo d'en Peixo és un parc urbà del Prat de Llobregat inclòs a l'Inventari del Patrimoni Arquitectònic de Catalunya.

## Descripció
És en un terreny municipal ocupat en gran part per zona verda (parc) i que disposa també d'una escola i un complex esportiu. El parc està configurat per una part destinada al joc, amb bancs a l'entorn i elements tradicionals per al lleure dels infants, tot ell flanquejat per glacis i una altra part més arbrada amb caminets i un petit llac artificial. En un dels seus extrems i davant de l'entrada hi ha com a element monumental decoratiu una de les finestres de la masia de Can Peixo que s'alçava en aquest lloc i que ha donat nom al parc.

## Història
Can Peixo és una heretat documentada des del segle xvi. En aquell temps era anomenada també "Torre Gran" perquè era la més important de les que componien la propietat al Prat, de la família Amell, a la qual pertanyien també el Mas Cardona, l'Albareda i el Mas Bofill.
Posteriorment passà a mans de la família Llobregat, dels Sant Joan i dels Ponsich. Va ser a la seva última propietària, na Pilar Ponsich de Sarriera, a la que l'Ajuntament comprà la masia i els seus terrenys l'any 1953 per a dedicar-ho a serveis municipals. L'any 1957 es derruí la magnífica casa i les seves finestres gòtiques van ser emprades com a monument record, una al mateix parc i les altres al jardí de la Torre Muntadas.